# Hypena laetalimaior
Hypena laetalimaior is een vlinder uit de familie spinneruilen (Erebidae). De wetenschappelijke naam is voor het eerst geldig gepubliceerd in 1994 door Lödl.
De soort komt voor in tropisch Afrika.